# Bergvägstekel
Bergvägstekel (Agenioideus cinctellus) är en stekelart som först beskrevs av Maximilian Spinola 1808.  Bergvägstekel ingår i släktet slankvägsteklar, och familjen vägsteklar. Arten är reproducerande i Sverige.